# Dromedopycnon acanthus
Dromedopycnon acanthus är en havsspindelart som beskrevs av Child, C.A. 1982. Dromedopycnon acanthus ingår i släktet Dromedopycnon och familjen Ammotheidae. Inga underarter finns listade i Catalogue of Life.